# Miel d'Alsace
Le miel d'Alsace est un miel produit en Alsace, et qui bénéficie d’une indication géographique protégée (IGP) depuis 2005.

## Histoire

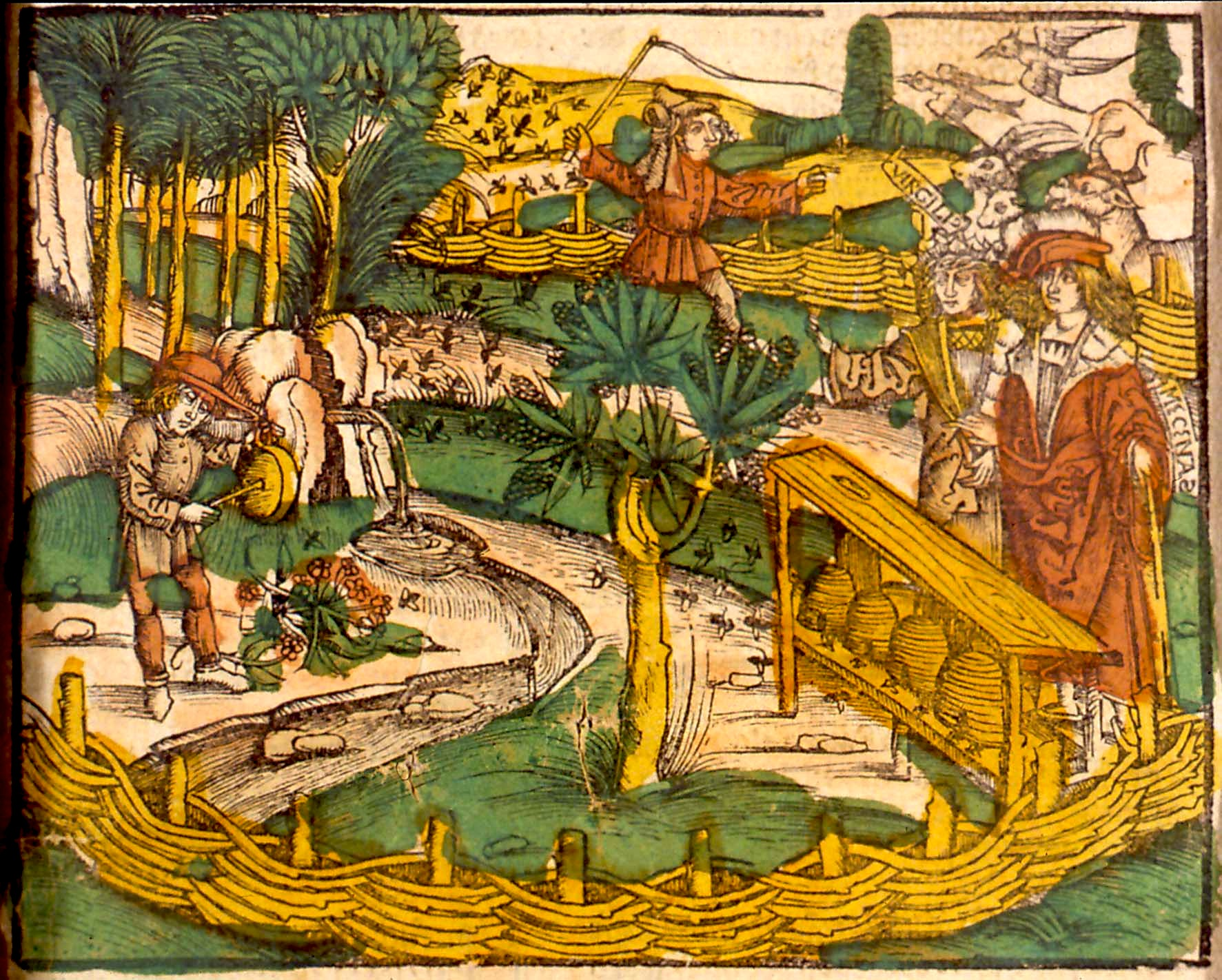
Medicinarius, Das Buch der Gesundheit de M. Ficinus et J. Grueninger, Strasbourg, 1509.

L’apiculture est une tradition ancestrale en Alsace. Elle prend son essor dans les abbayes au VIIe siècle. Outre la simple consommation alimentaire, les moines préconisent la récolte du miel pour ses vertus thérapeutiques.
Au XVIe siècle, divers ouvrages sont publiés parmi lesquels le traité Ein nützliches Büchlein von den Bienen, woher sie kommen und wie sie werden d’Andreas Picus en 1580, illustré par Caspar Höffler, qui a servi de référence pendant près de deux siècles[réf. nécessaire].
Au cours de la seconde partie du XIXe siècle, on assiste à une nouvelle phase de développement de l’apiculture alsacienne[évasif].
Au début du XXe siècle, on compte plus de 50 000 ruches en Alsace[réf. nécessaire]. En 2005, selon une enquête du Conseil régional d'Alsace, il en reste encore 35 000.
Contrairement aux autres régions apicoles, l’apiculture alsacienne est caractérisée par l'existence d'un très grand nombre d’apiculteurs amateurs répartis entre le Haut-Rhin et le Bas-Rhin — environ 2 500 — pour seulement cinquante professionnels, exploitant 13 000 ruches, et une quarantaine de pluri-actifs avec 4 000 ruches. Ces apiculteurs sont regroupés au sein d’organisations syndicales locales. Chaque année, le Grand Concours Régional des Miels d’Alsace est organisé à Wintzenheim par ces associations[réf. nécessaire].

## Production

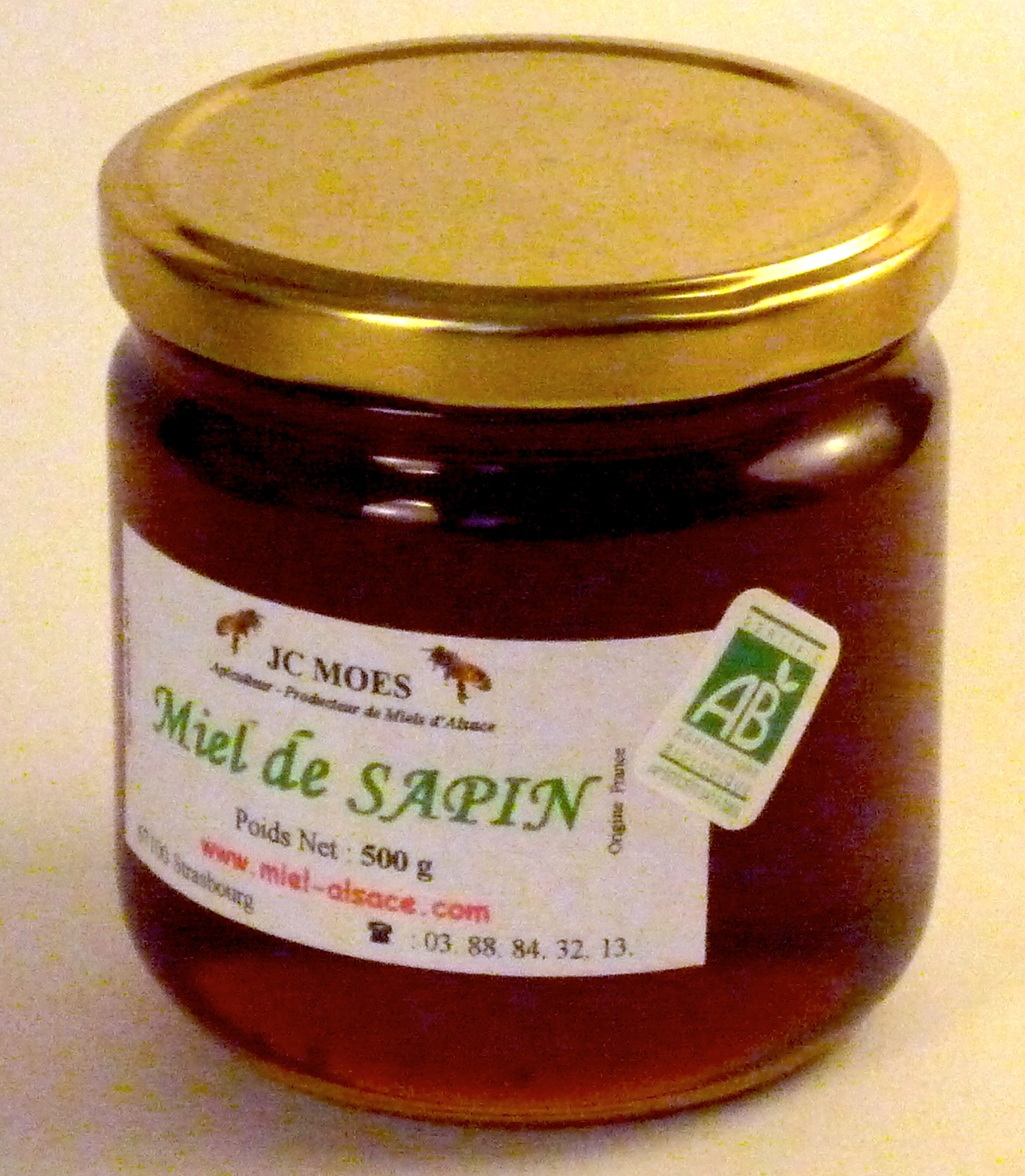
Miel de sapin d’Alsace agriculture biologique.

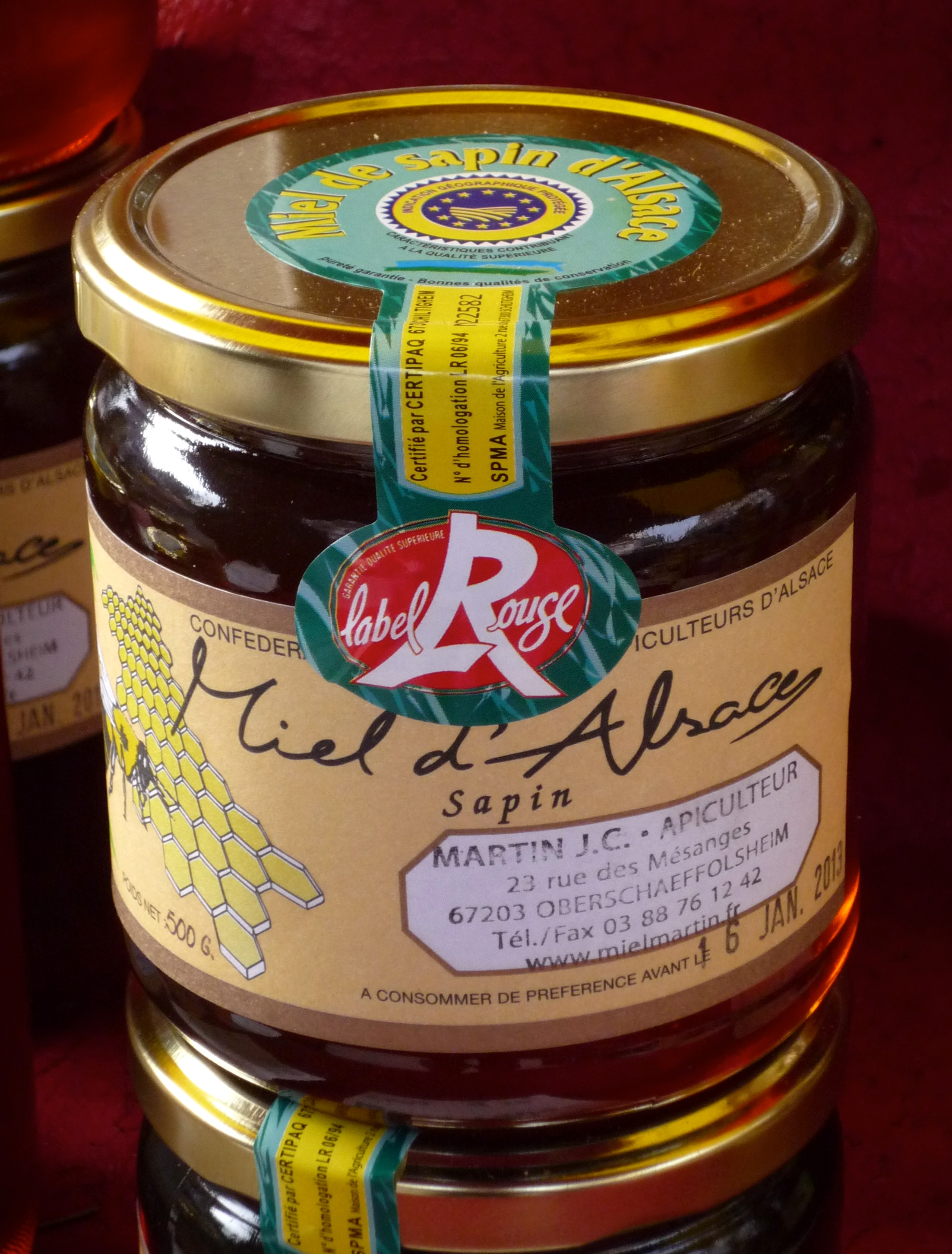
Miel de sapin d'Alsace Label rouge.

La production alsacienne de miel est marginale puisqu’elle n’est que de 135 tonnes en 2011, sur une production française estimée en 2010 à 20 000 tonnes, alors que la consommation de miel est d’environ 38 000 tonnes. La production est écoulée localement à 98 %.
Quatorze apiculteurs alsaciens produisent du miel labellisé Agriculture biologique. En 2010, 1 483 ruches sont exploitées en production biologique, soit une diminution de 11 % entre 2009 et 2010. La production apicole bio alsacienne s’élève à 34 200 kg de miel et 8 766 kg d’autres produits de la ruche (pain d'épices, nougats, pollen, hydromel, etc.).
Il existe aussi un Label rouge uniquement pour le miel de sapin ainsi qu’une mention « Miel de Montagne », pour les zones de production spécifiques, et qui est très strictement encadrée[réf. nécessaire].
La production des apiculteurs amateurs alsaciens est surtout écoulée localement sur les marchés, brocantes et vide-greniers, marchés de Noël, par le bouche à oreille, parfois sur internet et dans quelques épiceries fines de la région. Il est quasiment impossible de trouver un miel d’Alsace certifié IGP en grande distribution[réf. nécessaire].
En décembre 2011, les prix de vente au détail généralement constatés en Alsace évoluent dans une fourchette de 10 € à 18 € le pot d’un kilogramme, en fonction de la nature du miel et de sa certification[réf. nécessaire].

### Les différents crus de miels d’Alsace

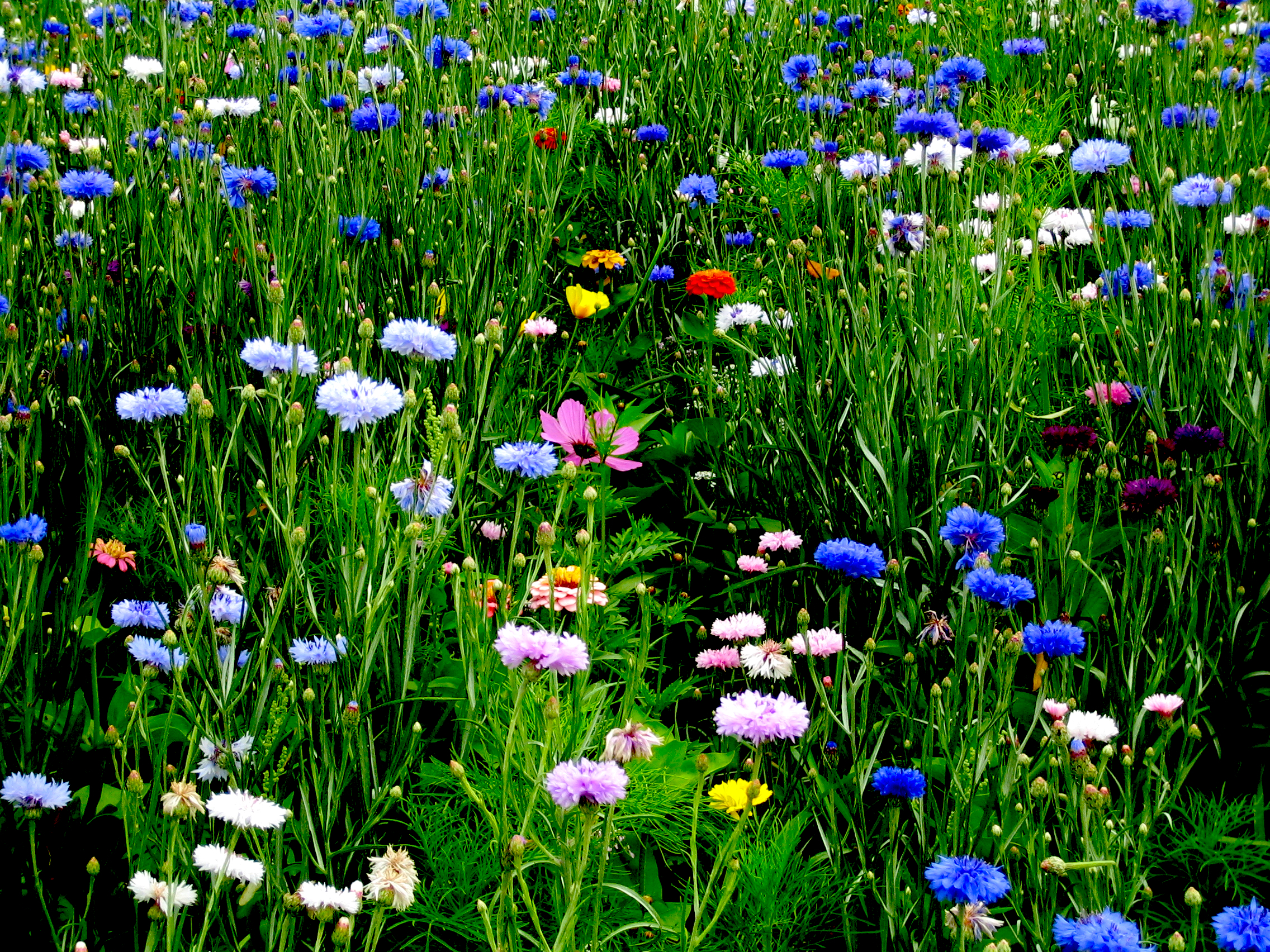
Une jachère apicole à Holtzheim en Alsace en 2009.

Il existe six crus de miels en Alsace :
- Miel de sapin, issu de miellat déposés sur les branches des sapins. Il est brun moyennement foncé à reflets verts plus ou moins marqués et contient des arômes balsamiques, maltées, moyennement persistant en bouche, sans amertume ni arrière-goût.
- Miel d’acacia, monofloral, très clair, limpide, jaune pâle d’arôme et de saveur très douce, avec des odeurs faibles de type fleur blanche, saveur douce et délicate, très sucré, sans acidité ni amertume et peu persistant en bouche.
- Miel de fleurs, polyfloral de printemps, de couleur jaune plus ou moins foncée, il est composé de multiples nectars mélangés par les abeilles qui butinent l’ensemble des fleurs mellifères comme les arbres fruitiers, trèfle, pissenlit, etc. De nombreuses jachères apicoles ont été semées en Alsace[6]. Elles sont constituées d'un mélange de  trèfle d'Alexandrie, mélilot jaune, luzerne, trèfle violet, sainfoin, lotier, bleuet des champs, souci, bourrache, lin, etc., dans le but de réintroduire la biodiversité dans l’espace rural et d’apporter une richesse de pollens, source de protéines indispensable à la survie des insectes pollinisateurs[réf. nécessaire].
- Miel de châtaignier, de couleur brun foncé, avec des odeurs fortes et complexes, il est sucré et acide et plutôt faible en contraste aux arômes forts ; astringent et franche amertume de fond de bouche ; très persistant.
- Miel de tilleul, avec un arôme fortement mentholé en bouche, avec quelquefois une pointe d’amertume, saveur puissante et odeur intense, qui rappelle les effluves des arbres en fleurs début juin, sans acidité, très persistant en bouche.
- Miel de forêt, polyfloral, toujours de couleur brun très sombre présente un arôme de type caramel, composé d'un mélange des nectars et miellats variés, assez persistant en bouche.

## La certification Indication Géographique Protégée «Miel d’Alsace»

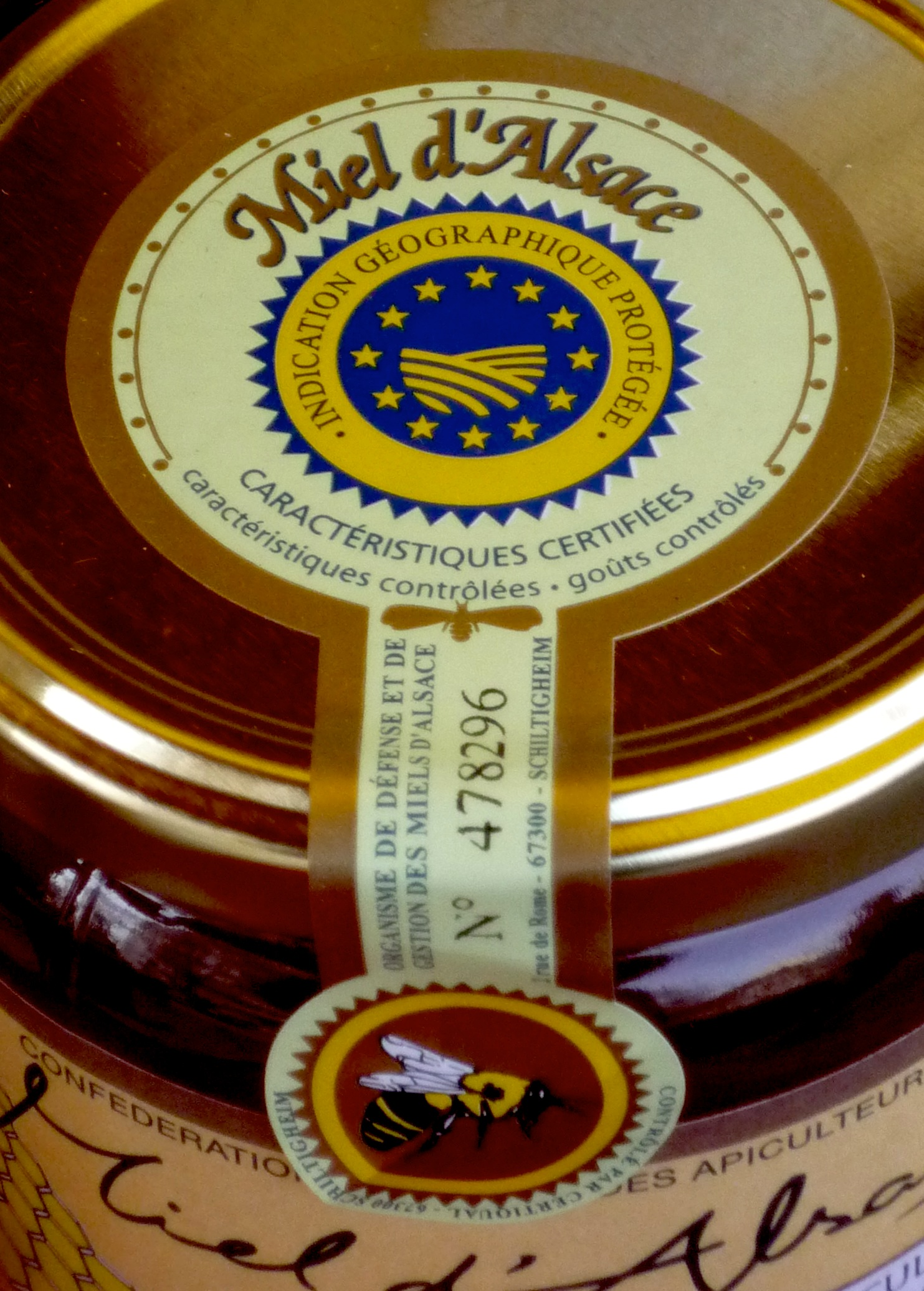
Bandelette Miel d’Alsace IGP

Depuis le 13 mai 2005, il existe une protection communautaire d’Indication Géographique Protégée.
L’IGP constitue ainsi vis-à-vis du consommateur une double garantie : d'abord celle d’une conformité au cahier des charges « Miel d’Alsace » avec IGP qui reprend sensiblement les mêmes critères que dans le référentiel technique des miels, critères qualité certifiés dont le respect permanent est contrôlé par Certipaq à Schiltigheim ; ensuite celle de la reconnaissance, de la réputation et de l’authenticité alsacienne confirmée par une analyse pollinique en laboratoire sur chaque lot des six crus de miel reconnus en Alsace (fleurs, acacia, tilleul, forêt, châtaignier, sapin) et par une analyse sensorielle et organoleptique effectuée par un jury spécialement formé.
Ainsi, depuis 2005, ne peut plus figurer sur l’étiquette d’un pot de miel le terme « Alsace » si l’apiculteur n’a pas adhéré à l'« Organisme pour la défense et la gestion du miel d’Alsace », rattaché à la « Confédération Régionale des Apiculteurs d’Alsace », ni satisfait aux critères du cahier de charges « IGP Miels d’Alsace ».

### Aire géographique de production

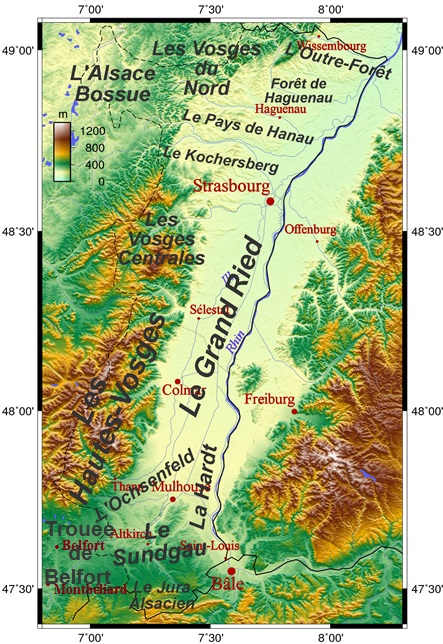
Carte des régions naturelles d'Alsace.

Les ruches de production doivent être installées en Alsace. Pour les miels de sapin, le périmètre est limité au versant alsacien des massifs vosgien et jurassien. Le miel de châtaignier est récolté dans les collines sous-vosgiennes (Bas-Rhin et Haut-Rhin, dans les forêts de Brumath et de Haguenau). Le miel de tilleul est issu des forêts de la Hardt (Haut-Rhin).
Les zones de collecte de miel, déterminantes pour la qualité et la typicité du miel, sont définies, mais l’extraction peut s’effectuer hors zone, la traçabilité étant assurée. Les ruches sont placées dans un endroit comprenant les essences forestières ou floristiques correspondant au type de miel recherché : miel d’acacia, de tilleul, de sapin, de châtaignier, de forêt ou toutes fleurs. Le miel est extrait à maturité à froid, décanté, stocké et obligatoirement conditionné dans des pots en verre.
La diversité des miels alsaciens est directement issue de la diversité des écosystèmes : en effet, l’Alsace se caractérise par la présence à l’ouest d’une zone de montagne couverte de résineux, d’une zone de collines et de plateaux avec des vignes, des prairies et des forêts de hêtres et châtaigniers ainsi que d’une zone de plaine comprenant des cultures et des prairies.
Cette diversité des écosystèmes offre ainsi des possibilités de récolte du début du printemps au début de l’automne avec une gamme variée de produits.

### Les réticences des apiculteurs alsaciens

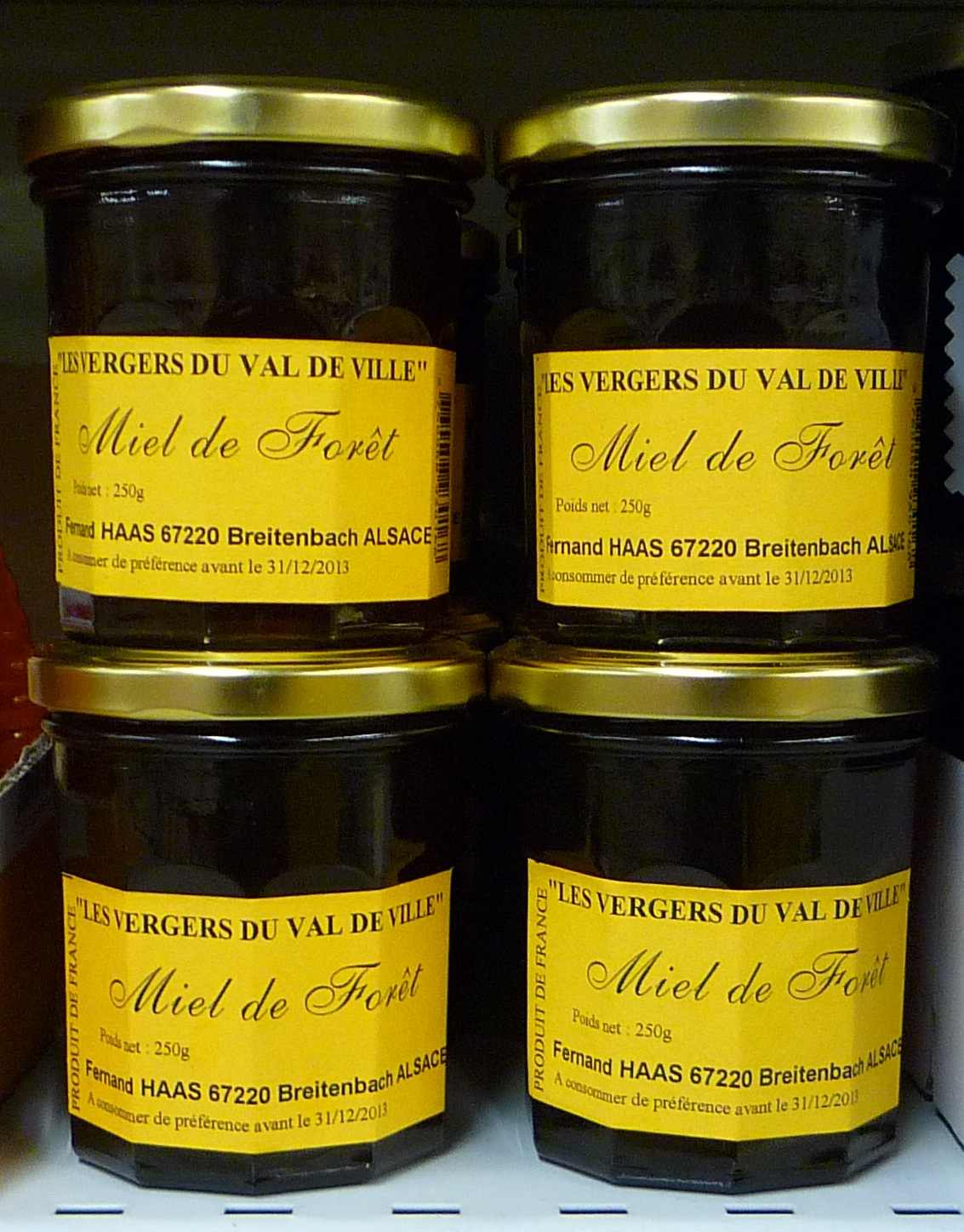
Plus de mention Miel d’Alsace pour ce miel de Breitenbach (Bas-Rhin).

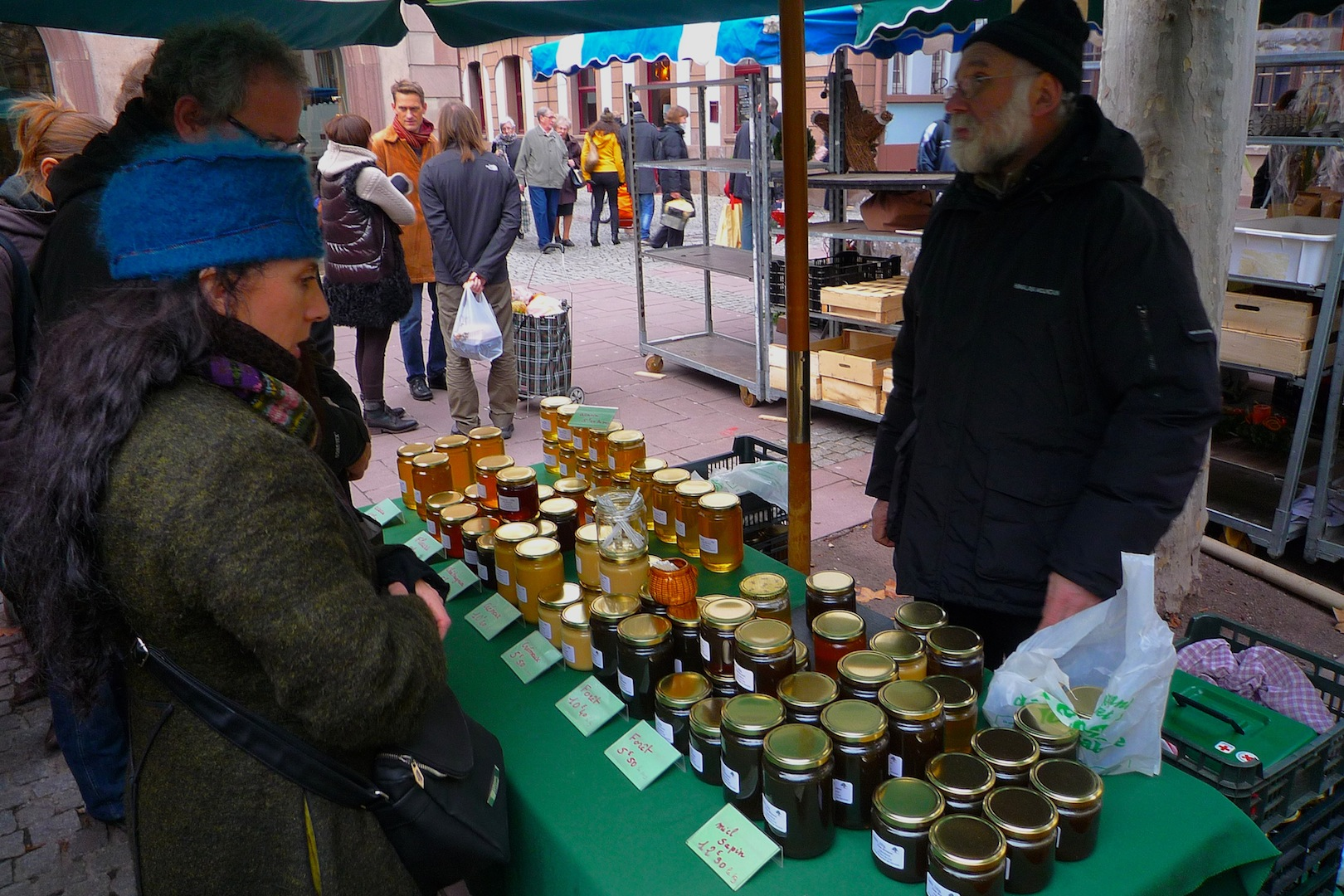
Strasbourg, place du Marché aux Poissons, un apiculteur au Marché des producteurs alsaciens en 2011.

En 2011, seuls cinquante apiculteurs alsaciens, professionnels ou amateurs, ont demandé et obtenu la certification de leur production en IGP|date=octobre 2024.
Cette certification a beaucoup de mal à se mettre en place, sous divers prétextes, dans le milieu des apiculteurs amateurs, dont la production annuelle ne dépasse souvent pas quelques centaines de kilogrammes, malgré les incitations des associations apicoles : mise à disposition de mielleries collectives aux normes du cahier des charges, faible redevance de la certification, sachant que surcoût en rapport avec la certification est pris en charge par la confédération des apiculteurs.
Celle-ci espère aussi que les jeunes générations d’apiculteurs seront plus sensibilisés aux règlementations européennes concernant l’hygiène des ruches, la traçabilité des productions, et la mise en valeur d'un terroir, qui de toutes les manières finiront par s’imposer, puisque de nombreux contrôles sont effectués par les services de l’État compétents en la matière (services vétérinaires, répression des fraudes, etc.).
De fait, la mention « Miel d’Alsace » disparaît progressivement des étiquettes des producteurs récalcitrants, alors même que certains d’entre eux ont été primés – parmi les deux cents participants en 2011 – au Grand Concours Régional des Miels d’Alsace de Colmar, organisé par la « Confédération apicole d’Alsace ».